# Segona batalla de Nola
|  | No s'ha de confondre amb Primera batalla de Nola o Tercera batalla de Nola. |

La segona batalla de Nola fou un enfrontament que tingué lloc el 215 aC en el marc de la Segona Guerra Púnica entre Cartago i la República Romana. Hanníbal ja havia intentat prendre la ciutat l'any anterior i un cop més seria rebutjat per Marc Claudi Marcel III

## Preludi
Després de passar l'hivern del 216 aC a la ciutat de Càpua, que s'havia rendit als cartaginesos, Hanníbal reprengué les accions militars al sud d'Itàlia, capturant Petèlia, Crotona i Locri. Només Rhegium seguia fidel a Roma, rebutjant tots els intents d'Hanníbal de conquerir la ciutat.
Encoratjat per aquestes victòries, decidí intentar de nou la captura de Nola. Primerament va provar que el Senat de la ciutat li obrís les portes a canvi de no prendre la ciutat per la força. Però en ser rebutjada la seva proposta, rodejà la ciutat preparant-se per un atac general.

## La Batalla
Claudi Marcel estava preparat i organitzà una sortida que els cartaginesos no esperaven, prenent la iniciativa. Aviat els cartaginesos reagruparen files i la batalla quedà igualada, quan de sobte esclatà una gran tempesta que obligà als dos exèrcits a abandonar la lluita durant dos dies.
El tercer dia, Hanníbal ordenà el saqueig de tots els camps del voltant de la ciutat i Marcel respongué disposant les tropes en ordre de batalla, oferta que el cartaginès acceptà. De nou el xoc fou igualat, si bé a poc a poc els romans prengueren avantatge, animats pels ciutadans de Nola, fins al punt que els cartaginesos ordenaren retirada. Claudi Marcel, desistí de perseguir-los, i retornà a la seguretat dels murs, felicitat per uns ciutadans que un any abans estaven ansiosos de passar-se de bàndol.

## Conseqüències
Tres dies després de la batalla, 1.272 genets númides i ibèrics desertaren del camp d'Hanníbal i s'uniren als romans, lluitant al costat de la República fins al final de la Guerra, quan foren recompensats amb terres.
Hanníbal marxà cap a Apúlia, acampant a Arpi, però tornaria a intentar el setge de la ciutat a l'any següent, en la tercera Batalla de Nola.